# Operación Garra-Espada
La Operación Claw-Sword es una serie de ataques aéreos realizadas el 20 de noviembre del 2022 por las fuerzas aéreas turcas contra posiciones de las Fuerzas Democráticas Sirias (SDF), del Ejército sirio en el norte de Siria (en Alepo, Raqqa, al-Hasaka) y contra posiciones del Partido de los Trabajadores del Kurdistán (PKK) en el norte de Irak. Los ataques aéreos se lanzaron después del atentado de Estambul de 2022 el 13 de noviembre, que según el gobierno turco fue realizado por separatistas kurdos.

## Operación
El 20 de noviembre, alrededor de la medianoche, hora local, aviones turcos lanzaron una serie de ataques aéreos en el norte de Siria e Irak, matando a 36 combatientes de las SDF y soldados sirios además del reportero de la Agencia de Noticias Hawar, Essam Abdullah en Siria.
El 21 de noviembre, dos civiles turcos fueron asesinados en Karkamış por un ataque con cohetes que se cree fue realizado por las SDF. También según SOHR, un soldado turco murió y 7 resultaron heridos en el cruce de Bab Al-Salama en la frontera con Turquía, luego de bombardeos desde áreas kurdas y del régimen en el norte de Alepo.
Los días 22 y 23 de noviembre, la Fuerza Aérea Turca atacó la infraestructura de energía de petróleo y gas en la gobernación de al-Hasakah. La Fuerza Aérea Turca apuntó a la ciudad de Makman en el noroeste de la gobernación de Deir ez-Zor.

## Reacciones

### A nivel internacional
- Irán: el ayatolá Ali Khamenei dio una advertencia a Erdogan. Afirma que un conflicto militar sería "perjudicial" para Turquía y Siria y toda la región.[9] Un funcionario libanés que habló con AP afirmó que Irán estaba intentando liderar una mediación organizando una reunión entre el presidente sirio Bashar Assad y el presidente turco Tayyip Erdogan. Sin embargo, un alto funcionario del gobierno turco negó cualquier mediación iraní y dijo que Teherán era "antagonista" hacia Turquía en Siria y que fue Rusia quien empujó a Turquía hacia la reconciliación, pero que "no hubo ningún progreso en absoluto".[10]
- Rusia: El enviado presidencial ruso en Siria, Alexander Lavrentyev, pidió a Turquía que mostrara moderación en el uso de la fuerza militar "excesiva" en Siria y que evitara que las tensiones se intensifiquen.[11]

- Estados Unidos: El Pentágono se opone a cualquier acción militar de Turquía según la VOA. El portavoz del Consejo de Seguridad Nacional, John Kirby, dijo durante una conferencia de prensa: Turquía tiene el derecho legítimo de defenderse a sí misma y a sus ciudadanos, pero agregó que las operaciones transfronterizas "podrían forzar una reacción por parte de algunos de nuestros socios SDF que limitaría su capacidad para luchar contra el ISIS... queremos ser capaces de mantener la presión sobre ISIS".[12] El Departamento de Defensa de los Estados Unidos instó a la reducción de la escalada, afirmando que estaba "profundamente preocupado" por las acciones turcas en Irak y Siria, considerando además que los ataques aéreos turcos fueron cerca de las bases de la coalición. La declaración abordó también la discusión de un alto el fuego.[13]